# Colli Etruschi Viterbesi novello
Le Colli Etruschi Viterbesi novello est un vin rouge italien produit dans la région du Latium doté d'une appellation DOC depuis le 11 septembre 1996. Seuls ont droit à la DOC les vins rouges récoltés à l'intérieur de l'aire de production définie par le décret. 

## Aire de production
L'aire de production est située à proximité du lac de Bolsena.
Les vignobles autorisés se situent en province de Viterbe dans les communes de Viterbe, Vitorchiano, Bomarzo, Graffignano, Celleno, Civitella d'Agliano, Bagnoregio, Castiglione in Teverina, Lubriano, Vetralla, Blera, Villa San Giovanni in Tuscia, Barbarano Romano, Vejano, Oriolo Romano, Monte Romano, Tuscania, Arlena di Castro, Tessennano, Canino, Cellere, Piansano, Ischia di Castro, Farnese, Valentano, Latera, Onano, Proceno, Acquapendente, Grotte di Castro, Gradoli, Capodimonte, Marta, Montefiascone, Bolsena, San Lorenzo Nuovo, Orte et Bassano in Teverina.

## Caractéristiques organoleptiques
- couleur: rouge rubis plus ou moins intense avec des reflets violacés
- odeur: fruité
- saveur: frais, équilibré, harmonique, vif

Le Colli Etruschi Viterbesi novello se déguste à une température de 13 - 15 °C et se boit jeune.

## Production
Province, saison, volume en hectolitres :
- pas de données disponibles